# Chiesa di San Michele Arcangelo (Agliana)

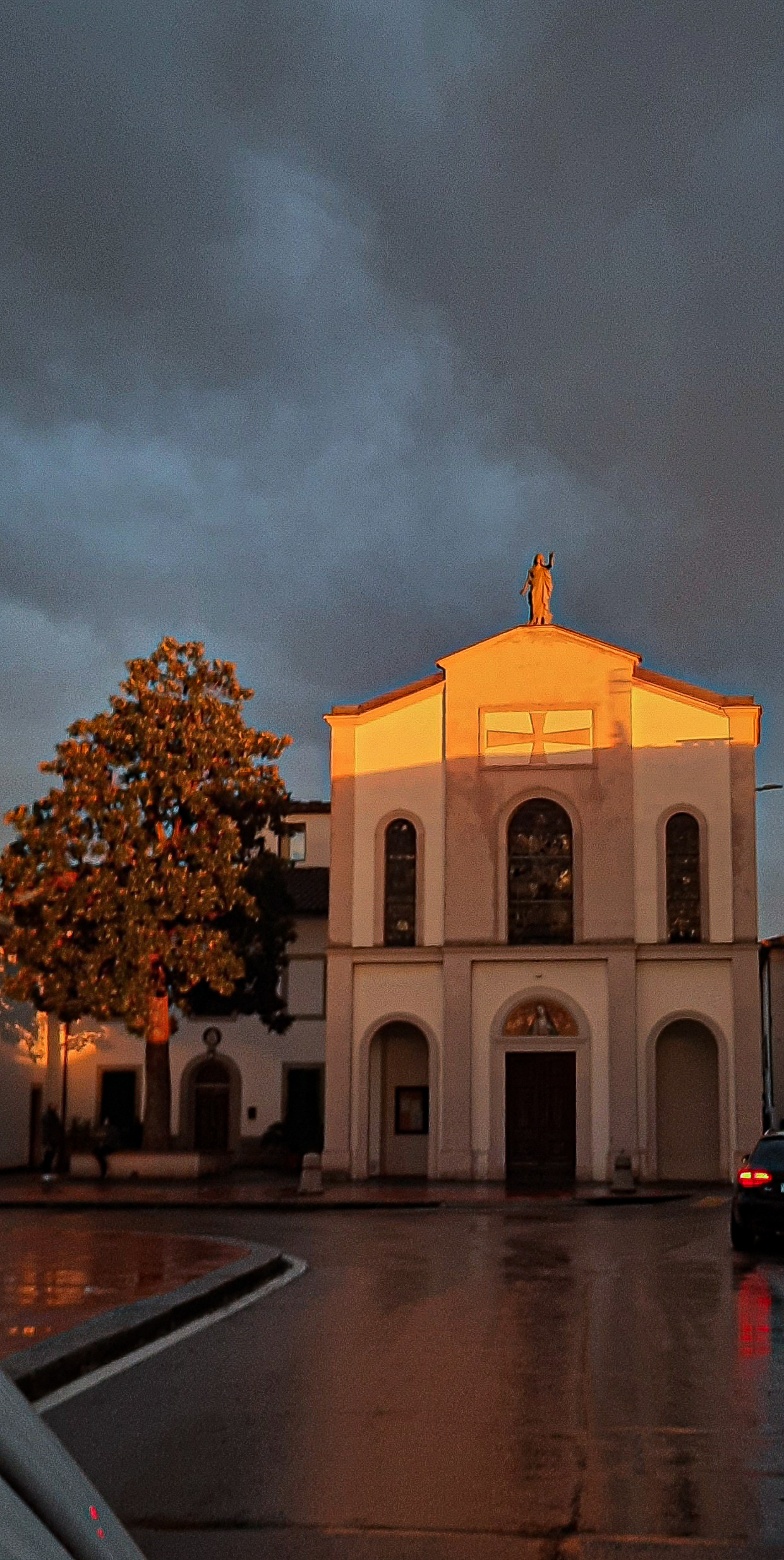
Facciata

La chiesa di San Michele Arcangelo si trova a Agliana.

## Storia
La chiesa è documentata nel 1081 quando viene ricordata in un documento notarile redatto nel monastero di S. Maria d'Agliana. L'edificio sorge in una zona chiamata "vaccareccia", termine usato per indicare un territorio adibito in antichità ad un pascolo bovino.
La chiesa, dipendente dalla pieve di Sant'Ippolito in Piazzanese, era di patronato di due famiglie pistoiesi: i Tani e gli Zaretta; nel 1463 spettava però ai Rinaldeschi di Prato, che la cedettero ai popolani di San Michele. 
Nel Seicento il curato Simone Diddi restaura la chiesa e a sue spese costruisce tre altari in pietra: uno maggiore e gli altri due dedicati alla S.S. Annunziata e a Sant'Antonio da Padova. Tra 1660 e il 1661 viene costruito l'Oratorio della compagnia dell'Annunziata in prossimità della chiesa.
Il 30 aprile 1727 per decreto del vescovo di Pistoia e Prato Colombino Bassi si erige il Piviere d'Agliana e S. Michele entra a far parte di esso insieme a S. Piero e S. Niccolò. Nel 1783 il curato Giovanni Cappellini fa demolire il portico della chiesa che minacciava rovina,  ma nel 1790 l'intero edificio fu quasi totalmente demolito perché pericolante e non più suscettibile di restauri. La nuova chiesa fu consacrato il 29 settembre 1791, giorno di San Michele. Essa subì un nuovo ampliamento tra il 1903 e il 1906 a opera dell'architetto pistoiese Roberto Giannini, e nel 1940 fu decisa la realizzazione di una nuova facciata comprendente anche il campanile, su progetto dell'ingegnere Pilade Becherucci e del geometra Costante Mangoni. Interrotti i lavori a causa della Seconda Guerra Mondiale, essi furono ripresi nel 1949 e conclusi provvisoriamente nel 1956 e mai più completati.
Tra il 1956 e il 1975 la chiesa a subito vari restauri che l'hanno privata di molti degli arredi interni, come gli altari laterali i confessionali, l'organo con la sua cantoria, e il pulpito. E nel 1975 a seguito dell 'adeguamento liturgico venne rimosso anche l'altare maggiore in marmi policromi che risaliva ai primi del 1900,  che a sua volta aveva sostituito quello in pietra donato dal curato Giovanni Cappellini nel 1790.  Dal 20 Aprile del 1937 la parrocchia ha il titolo di Prioria.